# Mia Edwall Insulander
Mia Elisabeth Edwall Insulander, född 2 september 1973 i Västerleds församling i Stockholm, är en svensk advokat som sedan 2019 är generalsekreterare för Sveriges advokatsamfund.

## Biografi
Edwall Insulander blev jurist på advokatbyrå 2001 och är advokat sedan 2007. Hon har varit delägare i advokatbyrån Insulander Lindh och med familjerätt som huvudsakligt verksamhetsområde.
Hon har varit ledamot av Advokatsamfundets huvudstyrelse och har medverkat som expert på familjerätt i TV4:s Nyhetsmorgon.
Edwall Insulander tillträdde posten som advokatsamfundets generalsekreterare den 2 september 2019 då hon efterträdde Anne Ramberg.

### Familj
Mia Edwall Insulander är dotter till advokaten Lotta Insulander-Lindh.